# Kerrica Hill
Kerrica Hill (6 de marzo de 2005) es una deportista de Jamaica que compite en atletismo. Ganó una medalla de oro en el Campeonato Mundial de Atletismo Sub-20 de 2021, en la prueba de 4 × 100 m.